# 御坂バスストップ
御坂バスストップ（みさかバスストップ）は、山梨県笛吹市にある中央自動車道上のバス停留所である。山梨県道311号と中央自動車道が交差する付近にある。
バス事業者では「中央道御坂」と案内している。

## 停車する路線
- 中央高速バス甲府線（甲府南経由）（山梨交通・富士急バス・京王バス）
中央道甲斐一宮 - 中央道御坂 - 中央道八代

## バス停へのアクセス
- JR中央本線石和温泉駅からタクシーで15分。
- 同駅から富士急バス鶯宿行き、K1・K2・K3 富士山駅行き・内野行きに乗車、二の宮停留所より徒歩3分。